# Baiyue
Pour les articles homonymes, voir Yue.
Les noms Yue ou Baiyue désignent un peuple de l'antiquité mentionné au Sud-Est de l'actuelle Chine et au Nord de l'actuel Viêt Nam, présent sur deux millénaires (entre -1000 à +1000).

## Nom
En chinois : 越 ; pinyin : yuè et en vietnamien : Baiyue (chinois : 百越 ; pinyin : bǎiyuè ; litt. « cent Yue ») peut signifier « 100 Yue » mais aussi faire référence à des cultivateurs de tubercules plutôt qu'au nombre 100. Il en est de même en vietnamien : Bách Việt et chinois archaïque : p.rak wat . Le terme Baiyue est composé de deux caractères (百, bǎi), qui fait référence aujourd'hui à « 100 », mais qui pourrait être un phonogramme faisant référence au taro ou plus généralement des tubercules, que ces peuples cultivaient. Le terme de yue (越, yuè) fait référence à une hache de bronze pédiforme que ceux-ci étaient connus pour utiliser, via la présence du caractère notamment en raison de la clé 戉, yuè, mais il s'agit également probablement d'une transcription phonétique du terme, prononcé en chinois médiéval, hjwot et en chinois archaïque *wjat [*wat], qui est à chercher dans leur langue. Il pourrait s'agir d'une notion de territoire, d'encerclement, que l'on retrouve dans le proto-khmer *wat. Il est possible que ce terme soit entré dans la langue khmère depuis le chinois, au plus tard au VIe siècle.

## Histoire

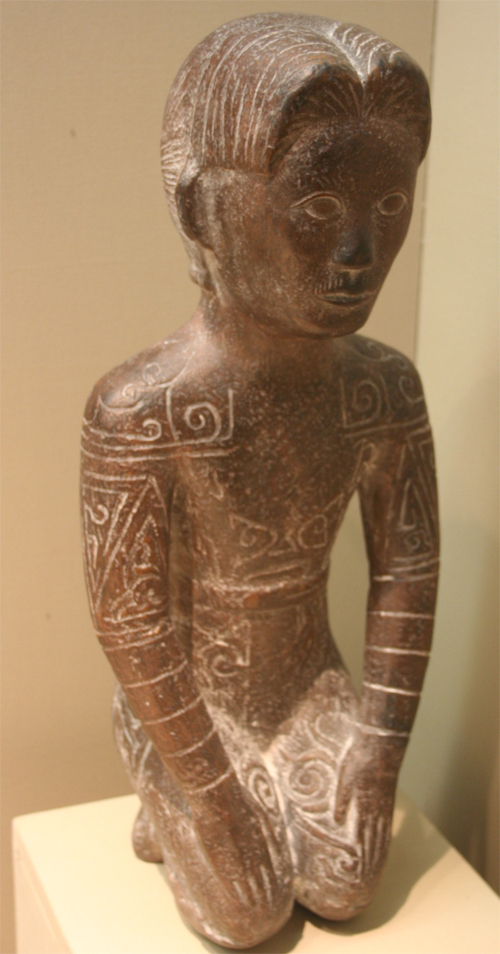
Statue Yue

Ils ont subi une défaite lors de la campagne de la dynastie Qin contre les tribus Yue en -214 avant notre ère, sous le règne de Qin Shi Huang, mettant fin à l'État de Yue (越国 / 越國, XIe siècle av. J.-C. – -223), situé sur les actuelles provinces du Jiangsu, Zhejiang et municipalité de Shanghai.
Le Minyue (闽越 / 閩越, -334 – -111) situé sur l'actuelle province du Fujian
Le royaume de Nanyue (南越, -206 — -111) fondé par le général chinois Zhao Tuo, après la chute de l'Empereur Qin Shi Huang.

## Voir également
- Âu Lạc
- Minyue
- Nanyue
- Shanyue
- Campagne de la dynastie Qin contre les tribus Yue
- Expansion vers le sud de la dynastie Han